# Ogon koński

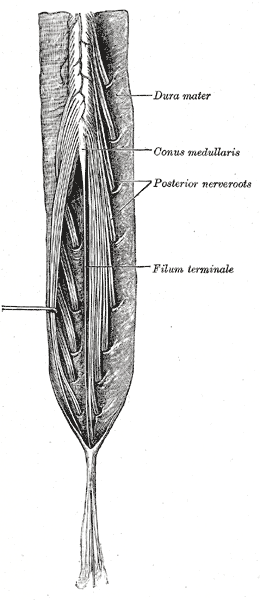
Ogon koński i nić końcowa

Ogon koński (łac. cauda equina) – w anatomii kręgowców ostatnie nerwy odchodzące od rdzenia kręgowego wraz z nicią końcową (łac. filum terminale) i stożkiem rdzeniowym (łac. conus medullaris). Powstaje w efekcie nienadążania rozwoju rdzenia kręgowego za rozwojem kręgosłupa (rzekomego wstępowania rdzenia kręgowego). Nerwy należące do ogona końskiego odchodzą od rdzenia ukośnie lub prawie równolegle do niego (nerwy z odcinka szyjnego oraz częściowo z odcinka piersiowego odchodzą od rdzenia pod kątem prostym). Długość ogona końskiego zależy od zasięgu rdzenia kręgowego, np. u człowieka (u którego rdzeń dochodzi do 2 kręgu lędźwiowego) jest większa niż u nieparzystokopytnych (u których rdzeń dochodzi do 1–2 kręgu krzyżowego).